# 496 (număr)
496 (patru sute nouăzeci și șase) este numărul natural care urmează după 495 și este urmat de 497.

## În matematică
- 496 este al treilea număr perfect, întrucât este suma divizorilor săi: 496 = 1 + 2 + 4 + 8 + 16 + 31 + 62 + 124 + 248. Este înrudit cu numărul prim Mersenne 31, 25 − 1, din moment ce 24 (25 − 1) = 496. Următorul număr perfect este 8128, anteriorul fiind 28.[1]
- Este un număr triunghiular și un număr hexagonal.[2]
- Este un număr centrat nonagonal.[3]